# 共謀罪
共謀罪（きょうぼうざい）
1. 何かしらの犯罪の共謀それ自体を構成要件（ある行為を犯罪と評価するための条件）とする犯罪の総称。米法のコンスピラシー (Conspiracy) がその例である。
2. 日本の組織的な犯罪の処罰及び犯罪収益の規制等に関する法律（通称：組織犯罪処罰法、組織的犯罪処罰法）の「第二章 組織的な犯罪の処罰及び犯罪収益の没収等」に新設することが検討されていた「組織的な犯罪の共謀」の罪の略称。これを新設する法案は、一度2005年8月の衆議院解散により廃案。同年の特別国会に再提出され、審議入りしたが、2009年7月21日衆院解散によりふたたび廃案となった。2017年の第193回国会では、「共謀罪」の構成要件を改めて「テロ等準備罪」を新設する[1]「組織的な犯罪の処罰及び犯罪収益の規制等に関する法律等の一部を改正する法律案」が内閣より提出され成立・施行されている[2][3]（経緯の詳細は#審議の経過を参照）。

本稿では、総論として諸国の共謀罪に関する議論を紹介し、次に日本の組織的な犯罪の共謀罪について説明する。

## 総論

### コンスピラシー
コンスピラシー（Conspiracy、陰謀）とは、何らかの目的（反社会的なものという含意を伴うというのが通常の見解である。）を達成するために秘密裏に行動することを決意することをいう。アメリカ合衆国対シャバニ事件（1994年）において、アメリカ合衆国最高裁判所は、「議会はコモン・ローのコンスピラシーの定義を採用することを意図した。すなわち、共謀により刑事責任を負うべき状況を作出することであり、それ以外の決意をすることを犯罪としたものではない…。」と判示している。
この判示は、陰謀が、それが実行に移されるのを待つまでもなく、犯罪となり得ることを示唆している。アメリカ合衆国では、法律用語としてのコンスピラシーは、日本語の「共」にあたる複数の人間が関与することを必ずしも要求しない。
カリフォルニア州では、処罰可能なコンスピラシーとは、最低2人の人間の間で犯罪の実行を合意することであり、加えて、その内最低1人がその犯罪を実行するために何らかの行為をすることである。この行為は徴表的行為(overt act)と呼ばれ、日本の共謀共同正犯とは異なり、実行の着手は要件とされず、予備行為や、さらにその前段階の金品の授受、電話をかけるなどの行為も含まれる。犯人全員に、同一の刑罰を、合意した犯罪を自ら実行したときと同程度の重さで科して処罰することができる。このことの例として、双子の姉が妹を殺害させようとして2人の若者を雇った事案であるハン姉妹殺人謀議事件(Han Twins Murder Conspiracy case)がある。
共同謀議とも。

## 日本の事例

### 意義
組織的な犯罪の共謀罪（そしきてきなはんざいのきょうぼうざい）は、組織的な犯罪の処罰及び犯罪収益の規制等に関する法律（組織犯罪処罰法、以下「本法」）案6条の2所定の、一定の重大な犯罪の共謀を構成要件とする犯罪をいう。
日本の刑法は、未遂罪は「犯罪の実行に着手」することを構成要件としており（同法43条本文）、共同正犯（共謀共同正犯）も「犯罪を実行」することを構成要件としているために、組織的かつ重大な犯罪が計画段階で発覚しても、内乱陰謀（同法78条）などの個別の構成要件に該当しない限り処罰することができず、したがって強制捜査をすることはできない。
日本国政府は小泉政権当時、同罪導入のための法案を国会に3度提出したが、いずれも廃案となった。
2007年2月、安倍晋三総理の指示により、自由民主党法務部会の「条約刑法検討に関する小委員会」（笹川尭委員長）は、共謀罪を「テロ等謀議罪（てろとうぼうぎざい）」に名称を改め、対象犯罪を600以上から128〜162（テロ犯罪が72、薬物犯罪が23、銃器等犯罪が10、密入国・人身取引等犯罪が8、その他、資金源犯罪など、暴力団等の犯罪組織によって職業的または反復的に実行されるおそれの高い犯罪が14〜48）まで減らす「修正案要綱骨子」を決定したが、同年7月の参議院選挙で自民党が大敗し、自公連立政権の参議院議席が過半数を割り、ねじれ国会になったため、国会に提出されなかった。
平成29年の第193回国会（2017年）へのテロ等準備罪（てろとうじゅんびざい）法案提出に際し日本国政府は、テロリズムを含む組織犯罪を未然に防止する国際的な組織犯罪の防止に関する国際連合条約（国際組織犯罪防止条約、パレルモ条約、TOC条約）の締結のために必要であると主張し、犯罪の主体を組織的犯罪集団に限定し、計画行為に加えて実行準備行為が行われたときに初めて処罰される等の点が、かつての「組織的な犯罪の共謀罪」との違いであると主張している。
2017年8月28日にシーシェパードは、団体の活動資金が限られていることと、日本でテロ等準備罪が施行されたことにより、活動の継続が難しくなったとして、南極海での日本の調査捕鯨に対する妨害活動を中止することを発表した。
立憲民主党の逢坂誠二により、「構成要件が厳しく、実務面で意味がないのではないか」との質問が政府に対してなされたが、政府は「テロ等準備罪」の新設を柱とする改正組織犯罪処罰法施行を受け日本が締結した国際組織犯罪防止条約を踏まえ、「国際社会と協調してテロを防止する上で大きな意義がある」と反論している。

### 関連条文及び法案
関連する条文及び法案は以下の通り。

#### 条文

##### 組織的な犯罪の処罰及び犯罪収益の規制等に関する法律（平成11年法律第136号）
（定義）
第二条 この法律において「団体」とは、共同の目的を有する多数人の継続的結合体であって、その目的又は意思を実現する行為の全部又は一部が組織（指揮命令に基づき、あらかじめ定められた任務の分担に従って構成員が一体として行動する人の結合体をいう。以下同じ。）により反復して行われるものをいう。
国際的な組織犯罪の防止に関する国際連合条約

#### 法案

##### 犯罪の国際化及び組織化並びに情報処理の高度化に対処するための刑法等の一部を改正する法律案における組織的犯罪処罰法改正案【2004年2月20日提出の政府案】
（組織的な犯罪の共謀）
第六条の二 次の各号に掲げる罪に当たる行為で、団体の活動として、当該行為を実行するための組織により行われるものの遂行を共謀した者は、当該各号に定める刑に処する。ただし、実行に着手する前に自首した者は、その刑を減軽し、又は免除する。
一 死刑又は無期若しくは長期十年を超える懲役若しくは禁錮の刑が定められている罪 五年以下の懲役又は禁錮
二 長期四年以上十年以下の懲役又は禁錮の刑が定められている罪 二年以下の懲役又は禁錮
2 前項各号に掲げる罪に当たる行為で、第三条第二項に規定する目的で行われるものの遂行を共謀した者も、前項と同様とする。

##### 犯罪の国際化及び組織化並びに情報処理の高度化に対処するための刑法等の一部を改正する法律案における組織的犯罪処罰法改正案【2005年10月4日提出の政府案】
（組織的な犯罪の共謀）
第六条の二 次の各号に掲げる罪に当たる行為で、団体の活動として、当該行為を実行するための組織により行われるものの遂行を共謀した者は、当該各号に定める刑に処する。ただし、実行に着手する前に自首した者は、その刑を減軽し、又は免除する。
一 死刑又は無期若しくは長期十年を超える懲役若しくは禁錮の刑が定められている罪 五年以下の懲役又は禁錮
二 長期四年以上十年以下の懲役又は禁錮の刑が定められている罪 二年以下の懲役又は禁錮
2 前項各号に掲げる罪に当たる行為で、第三条第二項に規定する目的で行われるものの遂行を共謀した者も、前項と同様とする。

##### 修正案【与党案・2006年4月21日国会提出】（太字は政府案からの修正点）
（組織的な犯罪の共謀）
第六条の二 次の各号に掲げる罪に当たる行為で、団体の活動（その共同の目的がこれらの罪又は別表第一に掲げる罪を実行することにある団体に係るものに限る。）として、当該行為を実行するための組織により行われるものの遂行を共謀した者は、その共謀をした者のいずれかによりその共謀に係る犯罪の実行に資する行為が行われた場合において、当該各号に定める刑に処する。ただし、実行に着手する前に自首した者は、その刑を減軽し、又は免除する。
一 死刑又は無期若しくは長期十年を超える懲役若しくは禁錮の刑が定められている罪 五年以下の懲役又は禁錮
二 長期四年以上十年以下の懲役又は禁錮の刑が定められている罪 二年以下の懲役又は禁錮
2 前項各号に掲げる罪に当たる行為で、第三条第二項に規定する目的で行われるものの遂行を共謀した者も、前項と同様とする。
3 前二項の規定の適用に当たっては、思想及び良心の自由を侵すようなことがあってはならず、かつ、団体の正当な活動を制限するようなことがあってはならない。

##### 再修正案【与党再修正案・2006年5月19日国会提出）】（太字は政府案からの修正点）
第六条の二 次の各号に掲げる罪に当たる行為で、組織的な犯罪集団の活動（組織的な犯罪集団（団体のうち、その結合関係の基礎としての共同の目的が死刑若しくは無期若しくは長期五年以上の懲役若しくは禁錮の刑が定められている罪又は別表第一（第一号を除く。）に掲げる罪を実行することにある団体をいう。）の意思決定に基づく行為であって、その効果又はこれによる利益が当該組織的な犯罪集団に帰属するものをいう。）として、当該行為を実行するための組織により行われるものの遂行を共謀した者は、その共謀をした者のいずれかによりその共謀に係る犯罪の実行に必要な準備その他の行為が行われた場合において、当該各号に定める刑に処する。ただし、死刑又は無期若しくは長期五年以上の懲役若しくは禁錮の刑が定められている罪に係るものについては、実行に着手する前に自首した者は、その刑を減刑し、又は免除する。
一 死刑又は無期若しくは長期十年を超える懲役若しくは禁錮の刑が定められている罪 五年以下の懲役又は禁錮
二 長期四年以上十年以下の懲役又は禁錮の刑が定められている罪 二年以下の懲役又は禁錮
2 前項各号に掲げる罪に当たる行為で、第三条第二項に規定する目的で行われるものの遂行を共謀した者も、前項と同様とする。
3 前二項の規定の適用に当たっては、思想及び良心の自由並びに結社の自由その他日本国憲法の保障する国民の自由と権利を不当に制限するようなことがあってはならず、かつ、労働組合その他の団体の正当な活動を制限するようなことがあってはならない。

##### 修正案【民主党案・2006年4月27日国会提出】（太字は政府案からの修正点）
第六条の二 次の各号に掲げる罪に当たる行為（国際的な組織犯罪の防止に関する国際連合条約第三条2（a）から（d）までのいずれかの場合に係るものに限る。）で、組織的犯罪集団の活動（組織的犯罪集団（団体のうち、死刑若しくは無期若しくは長期五年を超える懲役若しくは禁錮の刑が定められている罪又は別表第一第二号から第五号までに掲げる罪を実行することを主たる目的又は活動とする団体をいう。次項において同じ。）の意思決定に基づく行為であって、その効果又はこれによる利益が当該組織的犯罪集団に帰属するものをいう。第七条の二において同じ。）として、当該行為を実行するための組織により行われるものの遂行を共謀した者は、その共謀をした者のいずれかがその共謀に係る犯罪の予備をした場合において、当該各号に定める刑に処する。ただし、死刑又は無期の懲役若しくは禁錮の刑が定められている罪については、実行に着手する前に自首した者は、その刑を減軽し、又は免除する。
一 死刑又は無期若しくは長期十年を超える懲役若しくは禁錮の刑が定められている罪 五年以下の懲役又は禁錮
二 長期五年を超え十年以下の懲役又は禁錮の刑が定められている罪 二年以下の懲役又は禁錮
2 前項各号に掲げる罪に当たる行為（国際的な組織犯罪の防止に関する国際連合条約第三条2（a）から（d）までのいずれかの場合に係るものに限る。）で、組織的犯罪集団に不正権益（組織的犯罪集団の威力に基づく一定の地域又は分野における支配力であって、当該組織的犯罪集団の構成員による犯罪その他の不正な行為により当該組織的犯罪集団又はその構成員が継続的に利益を得ることを容易にすべきものをいう。以下この項において同じ。）を得させ、又は組織的犯罪集団の不正権益を維持し、若しくは拡大する目的で行われるものの遂行を共謀した者も、前項と同様とする。
3 前二項の適用に当たっては、思想、信教、集会、結社、表現及び学問の自由並びに勤労者の団結し、及び団体行動をする権利その他日本国憲法の保障する国民の自由と権利を、不当に制限するようなことがあってはならず、かつ、会社、労働組合その他の団体の正当な活動を制限するようなことがあってはならない。

##### 組織的な犯罪の処罰及び犯罪収益の規制等に関する法律等の一部を改正する法律案【2017年3月21日提出の政府案】
（テロリズム集団その他の組織的犯罪集団による実行準備行為を伴う重大犯罪遂行の計画）
第六条の二 次の各号に掲げる罪に当たる行為で、テロリズム集団その他の組織的犯罪集団（団体のうち、その結合関係の基礎としての共同の目的が別表第三に掲げる罪を実行することにあるものをいう。次項において同じ。）の団体の活動として、当該行為を実行するための組織により行われるものの遂行を二人以上で計画した者は、その計画をした者のいずれかによりその計画に基づき資金又は物品の手配、関係場所の下見その他の計画をした犯罪を実行するための準備行為が行われたときは、当該各号に定める刑に処する。ただし、実行に着手する前に自首した者は、その刑を減軽し、又は免除する。
一 別表第四に掲げる罪のうち、死刑又は無期若しくは長期十年を超える懲役若しくは禁錮の刑が定められているもの 五年以下の懲役又は禁錮
二 別表第四に掲げる罪のうち、長期四年以上十年以下の懲役又は禁錮の刑が定められているもの 二年以下の懲役又は禁錮
2 前項各号に掲げる罪に当たる行為で、テロリズム集団その他の組織的犯罪集団に不正権益を得させ、又はテロリズム集団その他の組織的犯罪集団の不正権益を維持し、若しくは拡大する目的で行われるものの遂行を二人以上で計画した者も、その計画をした者のいずれかによりその計画に基づき資金又は物品の手配、関係場所の下見その他の計画をした犯罪を実行するための準備行為が行われたときは、同項と同様とする。

### 論点
理論的には、従来の刑法学の体系との整合性が問題となる。実際的な観点からは、共謀罪の創設による犯罪の未然防止と市民の権利・自由の範囲が問題となる。

#### 実行行為概念との関係
理論的には、実行行為（構成要件を実現する現実的危険性をもつ行為）概念を中心とした従来の刑法学の体系との整合性が問題となる。
反対派の意見
- 共謀罪の創設によって主要な犯罪類型のほとんど（2006年1月の時点で619個の犯罪が共謀罪の対象となるとされる）が、実行行為が存在しなくても処罰可能となるため、「正犯にせよ共同正犯にせよ狭義の共犯にせよ、実行行為に直接つながる行為をすることによって、法益侵害（構成要件の実現）の現実的危険性を引き起こしたから処罰される」という従来の刑法学の基本的発想が崩れてしまう可能性がある。

賛成派の意見
- 反対論は組織要件が厳密化していることを無視した議論である。
- テロ等を含む組織的な犯罪は、綿密な計画の下に役割分担をして実行されるという特質を有し、ひとたび発生すると甚大な被害となることから、未然防止が要諦となる。実行に至る前に情報収集する必要性が高く、外国のように幅広い通信傍受や身柄の一時拘束などの特別権限、犯罪の実行に着手する前の段階の一定の行為を処罰の対象にする共謀罪が必要である。このような犯罪の共謀に限って捜査の対象にすることは、日本の刑事法の在り方とも整合的する。日本の現在の刑事法においても、一定の罪の予備・陰謀、あおり等を処罰の対象にしているのである。

#### 立法事実の有無
新しい法律や犯罪を設ける前提として、立法事実の有無（そのような法律を必要とするような事実が法の管轄の及ぶ範囲に存在するかどうか）が問題となりうる。
賛成派の意見
- 政府や与党といった実質的に影響力をもつ範囲の賛成派は、基本的には立法事実が存在しないことを認めつつ、条約の締結にあたって条文を遵守するべきという立場にたっている。
- 例えば、地下鉄サリン事件や米国のアメリカ同時多発テロ事件（911テロ事件）を想定し、個人犯罪を前提とした現行刑法が想定してこなかった集団犯や組織的大規模破壊行為について、対応する法律を作るべきだとする主張がある。国際テロ対策は、国際社会が取り組むべき重要な課題となっており、国際的な捜査協力が必要とされる案件もある。
- 地下鉄サリン事件の直後に、警察による厳しい取締りがあり、刑事訴訟法や刑法の「謙抑性」の精神に反すると批判されたが、警察の断固たる取締りが第三のサリン事件を未然防止した。また、集団犯、大規模破壊犯においては、個人犯罪における「刑事法の謙抑性」が却って大規模なテロ事件を引き起こす原因になるとの意見もある。
- 現行刑法は基本的に単独犯を想定しており、特に実行行為を観念しない予備罪はその傾向が強い。大規模テロ行為のように大人数が組織的に犯罪を実行するケースを想定していないため、個々の予備行為について実行者と関与者を特定し個別に検挙してゆくことになる。しかし、大規模組織では犯罪計画の立案という共謀段階の人員と、計画の実行という予備・実行段階の人員では乖離が見られる。オウム真理教のように教祖の直属の弟子が実行犯なら「殺人予備罪」で対処できるが、9.11テロなどのように首謀者とテロリストに直接の面識などないケースでも殺人予備罪で対処できるのか疑問である。

反対派の意見
- 共謀罪における立法事実に関する命題は、国内の平穏な治安を維持するために着手以前の共謀の段階での処罰を必要とするような事実が存在するかどうか、ということである。この点について、法案の前提となった法制審議会での議論では立法事実はなく条約締結が提案理由となることが明示され、法案の提案理由においても立法事実についての言及は無い。つまり、共謀罪には立法事実が存在しない。
- 立法事実は存在しない以上、共謀罪は必要なく、条約締結のために必要であるとしても、少なくとも立法事実がないことを前提として越境性を条件とした内容とするべきであるとする。
- また、大規模テロなどについてはすでに殺人予備罪があるので共謀罪がなくとも対応できるとし、その他、個別の立法事実があればそれに沿った形で個別の犯罪についての予備罪の共謀罪の適否を論ずるべきであるとし、賛成派の出す具体例の重大さと法案の適用範囲の広範さの落差について批判する（関連する論点:#重大な犯罪の定義）。
- さらに、地下鉄サリン事件に代表される大規模テロの防止については、情報の事前入手が可能であるかどうかが決定的な問題であるとする。すなわち、（是非の問題はあるが）日本の公安警察は情報さえ事前にあれば微罪や別件による強制捜査によってテロに対処してきたのだから共謀罪がなくとも問題はなく、逆に情報が入手できなければ共謀罪があったところで動きようがないという意味で無駄であり、テロは共謀罪の立法事実とはならないという批判がある。
- 加えて、パレルモ条約はそもそも、マフィアや指定暴力団などを想定し、資金作りを防止する目的で作られた条約であり、パレルモ条約を所管する国連薬物犯罪事務所が作成した「立法ガイド」のパラグラフ26及び国連薬物犯罪事務所の説明によると、対象となる「犯罪集団」とは、金銭的・物質的利益を目的とした集団であり、テロ集団の犯罪行為は必ずしも金銭的・物質的利益を目的としていないことから、原則としてテロ集団は対象ではなく、ただし、テロ集団が資金集めなど、金銭的利益のために行った犯罪は、例外としてこの条約の対象となるとしている。あわせて、条約の起草過程でテロ行為が対象から除外されたとする指摘もあり、「立法ガイド」を執筆した刑事司法学者のニコス・パッサス氏も「非民主的な国では、政府への抗議活動を犯罪とみなす場合がある。だからイデオロギーに由来する犯罪は除外された」と説明している。
- パレルモ条約がテロ対策を目的とすることの論拠として、国連安保理決議第2195号（2014年）及び同決議に基づく国連事務総長報告（2015年5月）、FATF勧告が引き合いに出されることがあるが、これらの決議や報告は、テロ資金対策としてパレルモ条約を締結する等、テロ組織が国際組織犯罪集団から資金（利益）を得ること及びテロ組織自体が組織犯罪に直接関与し資金（利益）を得ることを防ぐための対処を各国に要請するものであり、これらの決議や報告の文面からは、実利を目的としないテロ行為自体を取り締まる枠組みにパレルモ条約が変化したと主張する内容であると解することはできない。

#### 適用される団体や組織の定義の問題
従来より組織犯罪処罰法第2条（#条文）の定義する団体はさまざまな形態をとりうる組織犯罪集団をカバーするべく、その実質から団体や組織を認定するよう広範な形で定義されていて、政府案における共謀罪の対象となる団体や組織はその形式がそのまま踏襲されている。
これまでの組織犯罪処罰法においては、限定列挙された少数の犯罪について、しかも既遂のものについての加重処罰を定める範囲としてこうした定義を用いてきたが、共謀罪政府案では広範な犯罪についての共謀段階についても同じ定義を用いたため、適用団体や組織の範囲が論点となった。
反対派の意見
- 労働組合の闘争計画の立案や市民団体の各種抗議行動の立案などが組織的な威力業務妨害の共謀とされるなどして集会・結社・表現の自由を制約してしまう。あるいは居酒屋でそりの合わない上司を叩きのめしてやりたいなどと冗談を言って憂さを晴らせば組織的な傷害の共謀とされるなどして私生活上の自由を制約してしまう。また、著作権法により著作権や著作隣接権、著作者人格権の侵害が対象となることから、ネット上でのファンクラブ活動やゲームのユーザグループの活動において私的使用目的の改変のための情報交換が、権利侵害の証拠なしに共謀罪とみなされうるといった萎縮効果がおこりうる。
- 共謀罪の対象となる団体についての構成要件それ自体を法的に分析すれば、とくに与党修正案の場合は居酒屋での冗談程度のものは排除されるという点については賛同説のいうとおりとも考えられるが、捜査というものは捜査機関にとって事実関係が不明であるからこそ行われることを考えると、居酒屋での冗談であっても、関係者が被疑者と目されて捜査の対象となり、捜索差押を受けるとか逮捕されるといった種々の権利・自由の制約を受けたり、あるいは社会的評価の低下に見舞われる危険が常に残る。また、本来正当な目的の活動の団体や企業が犯罪目的の団体と化する場合と、正当な目的の活動の団体がたまたま対象犯罪にあたる内容を共謀したが違法性に気がついて着手せず取り止めた場合の区別も、政府案や当初の与党修正案においてはできていない（この点については与党再修正案では一定の前進が見られる）。その危険は、ある程度までは運用により回避できるであろうが、運用の妙に依存するのでは独裁者の慈悲にすがるのと同じであり、根本的な解決とはならない。
- パレルモ条約では「組織的犯罪集団」の定義に「金銭的利益その他の物質的利益を直接又は間接に得るため」との文言が入っており、定義自体からも、組織犯罪集団はマフィアや暴力団など専ら金銭的利益を目的とした犯罪だけを目的としている団体のことを指し、通常の会社や市民団体、労働組合などを含まないことがわかるが、従前からの共謀罪法案及び今回のテロ等準備罪法案における「組織的犯罪集団」の定義には、「金銭的、物質的な利益を得る目的」であることを必要とする限定が見られず、この点は政治・宗教目的の行為などを規制対象から除外する上で重要なものであるにもかかわらず無視されているとの意見がある。
- 巧妙化し無差別化するテロ行為を未然に防止するための法整備は確かに必要であるが、テロ犯罪は通常、政治的・宗教的・信条的などの理由に基づいて行われるものであって、利得を主たる目的とするものでなく、しかも単独で行われることがあることから、テロ対策立法は、テロ対策を目的としていないパレルモ条約の批准のため組織犯罪対策立法とは別個のものとして考えるべきであるとし、テロ対策立法については、フランス刑法の「テロ行為罪」のように、厳格な構成要件によって規定されるべきであり、また、検挙の対象とする準備行為についても、生命・身体に対する重大な侵害等の行為を具体的に規定すべきであるとする一方、今回のテロ等準備罪法案における「準備行為」の解釈に関しては拡張解釈を許すものであり、「刑罰法規の明確性」が要求される罪刑法定主義の基本原則に照らして適当でないとする意見がある。なお、テロ集団が資金集めなど、金銭的利益のために行った犯罪については、組織犯罪対策立法の処罰対象となり得る。また、フランス刑法では、テロ犯罪の処罰に関する条項において、テロ集団の資金洗浄（マネー・ロンダリング）に対して罰則を設けている。

賛成派の意見
- そもそも、正当な争議行為・合法な市民運動は刑法35条によって違法性が阻却され処罰されない。民主党修正案では、共謀罪の適用団体を極めて限定的に規定しており、通常の労働組合や市民団体が犯罪実行を「主たる目的」としていないのは明白であるのに、反対派は法案の文言を無視して、市民団体への適用可能性に拘っている。
- 居酒屋の「冗談」は共謀罪に言う「共謀」にあたらないのは明白である。そもそも「捜査」の対象になるであろうという推測自体が疑わしい。捜索、差押えには裁判所が発行する「令状」が必要だが、そもそも明白に適用除外される「居酒屋での冗談」に犯罪の嫌疑があると認定されるわけもなく、令状が発行される可能性は極めて低い。正当な目的の活動団体が、たまたま犯罪行為を共謀し、検討の結果違法と判明した事例について、自民党の中間案に問題があったのは反対論の言うとおりだが、自民党自体がその非を認めて、民主党案に賛成している。議論が古い。

#### 共謀の定義の問題
共謀罪における共謀とは具体的には何か、ということも論点となっている。政府見解は、共謀罪における共謀と共謀共同正犯における共謀が同じものであるとする。それを前提として、既遂の犯罪における共謀共同正犯の認定と同様に実行行為の伴わない共謀を認定することがはたして妥当か、という議論でもある。
反対派の意見
- 共謀共同正犯については謀議が存在すらしない場合にも成立するとされるように拡大解釈がすすみ、共謀の概念が広がりすぎている。わいせつ画像の投稿が行われた画像掲示板の管理者が通りすがりの投稿者との具体的なやりとりがないにもかかわらずわいせつ物公然陳列の共謀共同正犯であるとして有罪とされた下級審判例が存在し、また2003年の最高裁判例において暴力団組長について、武装護衛の組員の銃刀法違反に関して目配せすらないのに黙示の共謀が認められ共謀共同正犯が成立したとされる最高裁判例が存在する。共謀罪においてもこうした共謀概念の拡大はそのまま踏襲されることとなり、国会審議においても、目配せやまばたきが共謀となるとの政府答弁があった。このため、嘘の供述をもとに作られたストーリーで冤罪が起きる危険があり、それは犯罪行為が行われていない前提の共謀罪ではより深刻なものとなる。

賛成派の意見
- 共謀罪の基礎には昭和三十年代の暴力団紛争において（後に、映画化され極道映画ブームの元になった一連の抗争事件）、犯罪実行に自ら加わらない暴力団の組長など「黒幕」処罰を目的として確立された共謀共同正犯という判例理論があり、当時、学会から、拡大処罰の可能性がある、連座制の復活だ、近代刑法の基本原則たる個人責任を没却する、との批判があったが、半世紀後の今日にわたるまで、そのほとんどが暴力団にのみ適用されてきている。今日、共謀罪反対派の反対論は、当時の批判に類似している。反対派のいう黙示の共謀の判例については、もともと、組員を支配して手足のように使いながら犯罪の実行には自ら加わらない組長を逮捕する法理として共謀共同正犯が発展してきた事を思えば、不当な拡大解釈とはいえない。それに、暴力団における、組長と組員の強固な事実上の支配関係を前提とした法理である事から、一般人への拡大は半世紀ほとんど行われていない。
- 公明党は対象となる犯罪の遂行を2人以上で具体的・現実的に計画することが必要で「居酒屋で上司を殴ってやろうと言っただけで犯罪になる」などの批判は的外れであり、「組織的犯罪集団」「計画」「準備行為」の3つを構成要件としており、重大犯罪を実行するための団体による計画の合意と計画した犯罪の準備行為の実施を構成要件にしたと主張している。

その他の意見
- 公共政策調査会研究センター長の板橋功はテロ組織はアルカイダの麻薬売買や「イスラム国」（IS）の石油密売などで得た利益を資金源にしてテロ活動や犯罪を行っていることから、パレルモ条約の加盟に必要な共謀罪や参加罪を新設することには賛成だと述べている。警察・司法の制度や共謀罪の構成要件がそれと全く違っていることから「治安維持法の再来」という批判は不適当と述べている一方、「乱用」の危険性があるというならば成立させるために更なる歯止めをかけても良いと述べている。

#### 重大な犯罪の定義
国際組織犯罪防止条約および法案における重大な犯罪の定義の既存の刑法をはじめとする刑罰制度との整合性についても、他の論点と関連した論点となっている。
国際組織犯罪防止条約の審議過程において、重大犯罪の定義は最も難航した項目の一つである。当初は各国でそれぞれの刑罰制度にあわせてその内容を定義できることとなっていた上、日本政府は長期4年以上の自由刑を重大犯罪の定義とすることに強く反対していた。これは、日本の刑罰法規では法定刑が幅広く、微罪も重大犯罪も同一の犯罪とした上で判例で量刑の相場が決まっていく、という状況があるためである。
反対派の意見
- 重大犯罪の定義については独自の定義を行った上で条約については留保や解釈宣言をするべきであるとする（条約の留保の可能性については次の論点に譲る）。重大犯罪の定義としては、民主党修正案にあるように法定刑の長期の部分を引き上げるほか、1999年組織犯罪処罰法別表を修正せずそのまま適用する、という案が存在する。論理的には、共謀罪を修正することなく、共謀罪の対象犯罪について個別に検討して長期4年未満と長期4年以上の2つの犯罪に構成要件などから分割していくという形で適用範囲を重大な犯罪に限定する方法もありうることになるが、現時点ではそのような検討の存在は知られていない。

賛成派の意見
- 共謀の対象となる犯罪はあくまで重大な犯罪に限定されていると主張する。共謀罪は、組織的な殺人等（本法3条）やその予備（本法6条）の処罰を加重する要件と同じ組織性の要件を採用しており、この要件は、暴力団等の組織的な犯罪集団の構成員にのみ適用されている。「共謀」とは、特定の犯罪を実行しようという具体的かつ現実的な合意をすることをいい、居酒屋で個人的に意気投合した程度では特定の犯罪が実行される危険性のある合意に当たらず共謀とはいえない。したがって、一般の国民の日常生活上の行為が共謀罪の要件に該当することは考えられないという。

#### 条約の留保
民主党修正案に固有の論点として、国際組織犯罪防止条約の留保は可能か、というものがある。国際組織犯罪防止条約それ自体は、ごく一部に留保を禁じている条項があるが、そのほかはウィーン条約法条約に基づいた留保が可能である。
反対派の意見
- 条約の留保は国会の承認後も政府による批准書の寄託までは可能であるとする。また、重大犯罪の定義として条約とは別の定義をしても、「長期四年以上」を「長期五年を越え」に変更する程度は、そもそも重大犯罪の定義は国連加盟国の間でも審議過程で対立があった部分だから、条約の趣旨・目的に反するものではない、とする。また、団体の要件として越境性を加える修正についても、条約と一体である「公的記録のための解釈的注」が、問題の条文は越境性を国内法化において要求しないという意味であって、条約の適用範囲を変更するものではないとしていることから、必要となる留保は条約の趣旨・目的に反するものではない、ないし国内法において越境性を要求しても条約の留保は必要ない、とする。
- なお、越境性を要件とする修正については、国際NGOやその他の国際キャンペーン、そこまででなくても越境的連帯に基づいた国際的な交流をもつ多くのNGO・各種共同行動参加組織・サイバーグループ等にとっては救済となっておらず、むしろ妥協的なものであるとして廃案を求める立場からの批判も存在する。
- また、アメリカ合衆国も一部の州で州に関する越境性のない共謀を条約の条件で犯罪としていないことから批准にあたって留保していることが新たに判明している。アメリカのような主要国でさえ留保している条約を留保できないはずがない。

賛成派の意見
- 政府は、条約の批准について留保を付さない形のものについて国会承認を得たので日本政府としての留保は不可能であるとし、あるいは民主党修正案が必要とする留保は条約の趣旨と目的に反している、とする。
- 政府案あるいは与党修正案を支持する立場からは、これまで条約を締結した120を超える国の中で、民主党が言うような留保をした国はなく（なお、一時民主党が指摘していたウクライナの問題があるが、外務省の調べによると、ウクライナは留保をしているのではなく、条約より広い共謀罪があるとのことである。）、民主党の案によると5年以下の懲役の犯罪で犯罪組織の典型犯罪までもが抜け落ちていくため、世界の中で我が国だけがこのような留保をつけておいて国際社会に顔向けができるのだろうか、という批判が存在する。
- アメリカ合衆国における留保は実質的にはささいな問題であり、実際にはほとんどの部分で共謀罪が有効であるため、無視するべきである。

#### 共謀段階で自首した犯人に必要的減刑・免除を与えるべきか?
反対派の意見
- 市民団体・人権擁護組織・労働組合・NGOなどの中からは、同様の法理を含む過去の治安法制や顕示行為等の規定をもつ海外の共謀罪の適用経緯や、自首による必要的減刑・免除になる規定の存在から判断して、与野党修正案のような文言上の修正をたとえ加えても、通信傍受・盗聴など捜査段階での中立性は確保されずに「密告社会」化が起こってしまうこと、また将来的に「組織犯罪」の名の下に社会運動や抗議行動に対する共謀罪の「濫用」が起こるリスクがあることなどから、共謀罪は認められないとする意見も出されている。
- 戦前の日本は処罰の早期化による治安強化の考えを拡大解釈し、『治安維持法』という悪法を作り出したことで汚点を残した経歴がある。

賛成派の意見
- 犯罪は共謀→予備→実行行為の３段階に分類しうるが。実行行為の段階で自首すると必要的減刑・免除となる。
- 例えば、殺人を共謀し、ピストルを購入し(殺人予備段階）、ピストルで被害者に重傷を負わせても(殺人実行行為段階）、反省して被害者を病院に搬送し被害者を救命すれば必要的減刑・免除される。
- ところが、反対派の主張どおり共謀罪の必要的減刑・免除を廃止すると。共謀の段階で自首しても実行犯を前提とした刑法総論の規定が適用されない結果、必要的減刑・免除をえられなくなる。
- 例えば殺人を共謀したが、怖くなって自首しても必要的減刑・免除は得られない。
- 反対説は共謀段階での自首に必要的減刑・免除を与えず。犯罪実行着手後の自首については必要的減刑・免除与えるわけだが、これはより犯罪結果発生の危険が大きい実行犯の自首・中止犯のみを優遇しており不合理である。
- また、実行行為段階の「自首」や「中止犯」は必要的減刑・免除になっているが。すでに密告社会になっているのだろうか。
- 「治安維持法」は、条文上において国体に反対する思想、あるいは共産主義に基づく結社の自由を明文で否定しているが、共謀罪法案は犯罪実行を主とした目的とする団体が重大な犯罪実行を共謀し、一部の共謀者が予備行為に出た場合を問題としている。条文の趣旨も適用対象も制定された時代背景もまったく異なる。

#### そもそも条約批准に共謀罪は必要なのか
日本政府の説明によれば、国際組織犯罪防止条約は締約国に対し、重大な犯罪（長期４年以上の罪）の共謀（共謀罪）又は組織的な犯罪集団の活動への参加（参加罪）の少なくとも一方を犯罪とすることを明確に義務付けているとしたうえで、条約締結のための法整備を行うにあたり、参加罪ではなく、もう一方の選択肢である共謀罪を設けることが適当であると考えたと説明している。
したがって、共謀罪はそもそも国際組織犯罪防止条約を批准するために立法化されるという前提だったが、第164回国会の会期末近くになって、新たな論点として、そもそも批准目的の共謀罪は不要ではないかという新たな論点が浮上している。これは、国連薬物犯罪事務所（UNODC)が作成した「国際組織犯罪防止条約を実施するための立法ガイド」の内容に関係する。具体的には、パラグラフ51として英文で
The options allow for effective action organized criminal groups, without requiring the introduction of either notion-conspiracy or criminal association-in States that do not have the relevant legal concept.
となっている部分の解釈である。仮訳は
これらの選択肢は、関連する法的概念を有していない国において、共謀又は犯罪の結社の概念のいずれかについてはその概念の導入を求めなくても、組織的な犯罪集団に対する効果的な措置を取ることを可能とするものである
となっている。
反対派の意見
- 国連の立法ガイドの without 〜 either A or B は両否定である。従って、現行の組織犯罪処罰法で足りると考えて共謀罪も参加罪も作らないまま条約を批准することは許容される。
- 「立法ガイド」パラグラフ51及び52が条約第5条第1項(a)について説明している内容は次のとおりと解すべきである（「立法ガイド」の外務省仮訳を誤訳であるとする立場）。
  - 旧来の「共謀罪(conspiracy)」や「参加罪(criminal association)」の法的概念(legal concept)のない国であっても、それらの法的概念をそのまま導入することまでは要求していない（パラグラフ51）。
  - 少なくとも次のいずれかについて犯罪化を導入しさえすればよい（パラグラフ52）。
    - 「経済的その他物質的利益を得ることを目的として他の1名以上の者と重大な犯罪を犯すことを合意する行為(Agreeing with one or more persons to commit a serious crime for a finantial or other material benefit)」〔条約第5条第1項(a)(i)〕
    - 「組織的犯罪集団の犯罪活動(Criminal activities of the organized criminal group)等に加わる行為(takes an active part in)」〔条約第5条第1項(a)(ii)〕

賛成派の意見
- 外務省は、仮訳が正しく、これは共謀罪と参加罪の片方のみ不要とする内容であるとする。
- そもそも、条約にどう規定されているかがまず重要であるが、条約上、共謀罪と参加罪の双方又は一方を犯罪とする義務があることに疑いはない。立法ガイドがこれを覆すわけがなく、立法ガイドも、少なくともどちらかを選択する義務があることを当然の前提とし、片方を選択すればもう片方は選択しなくてもよいという意味で書かれたものである。このことは、立法ガイドを作成した国連の「UNODC」からも確認されている（外務省のホームページより：念のため、「立法ガイド」を作成した国連薬物犯罪事務所（UNODC）に対してご指摘のパラグラフの趣旨につき確認したところ、UNODCから、同パラグラフは共謀罪及び参加罪の双方とも必要でないことを意味するものではないとの回答を得ている）。

### 2017年の第193回国会で提出された改正案に関する見解

#### 国連人権理事会特別報告者
国連特別報告者は、国連人権理事会により任命された個人の独立専門家で、特定の国における人権状況やテーマ別の人権状況について調査、監視、公表を行う。
ケナタッチ国連特別報告者は2017年5月18日付けで日本政府宛に書簡を送付し、その中で次のように述べている
- 人権理事会の決議28/16に基づき[注釈 2]、自身の権限の範囲において書簡を送付した。
- 報道によれば「プライバシーや表現の自由を不当に制約する恐れがある」「人権に有害な影響を及ぼす危険性がある」等の懸念が示されている。
- 特にプライバシー関連の保護と救済に関する５点の懸念事項がある。
- 提案されている法改正及びその潜在的な日本におけるプライバシーの権利への影響に関する情報の正確性について早まった判断をするつもりはないが、自由権規約が保障するプライバシーの権利に関して国家が負う義務について指摘したい。
- 人権理事会から与えられた権限のもと、これらの主張の正確性に関する追加情報・見解の提示及び法案の審議状況等に関する情報提供を要請する。
- 法案の立法過程が相当進んでおり即時の公衆の注意が必要であるため、書簡は一般に公開され、プレス発表を準備している。

これに対し日本政府は、「特別報告者は国連の立場を反映するものではない。（日本）政府が直接説明する機会はなく、公開書簡の形で一方的に発出された。内容は明らかに不適切だ」「国連で採択された（国際組織犯罪防止）条約締結のために必要な国内法整備だ」と述べ、国連に抗議した。
ケナタッチ氏は日本の報道機関の取材に対し、日本政府から受け取った約一ページ余りの反論文書について、中身のあるものではなく本質的な反論になっておらず、「プライバシーや他の欠陥など、私が多々挙げた懸念に一つも言及がなかった」としたうえで、プライバシーが侵害される恐れに配慮した措置を整える必要性があるとあらためて主張し、送付した書簡や日本政府からの回答を含め、すべて人権理事会に報告すると発言した。
この反論に菅官房長官は「国連事務所を通していない。報道機関を通じての発表で、手続きは極めて不公正だ」「何か背景があって出されたのではないかと思わざるを得ない」と批判した。
外務省によれば、国連特別報告者について国連のアントニオ・グテーレス国際連合事務総長は、会談した安倍首相に対し、「国連とは別の個人の資格で活動しており、その主張は必ずしも国連の総意を反映するものではない」との見解を示したとしている。一方、国連のプレスリリースでは国連特別報告者について、「事務総長は安倍首相に、特別報告者は人権理事会に直接報告を行う独立した専門家であると述べた」とのみ伝え、これに関連して国連の報道官は「特別報告者の意見は個人の意見だ。しかし、彼らは国連人権理事会の組織の一部でもある」とコメントしている。これらの発表について食い違っているとの指摘が上がったが、菅官房長官は「事実については日本側の発表した通りです」と述べ、外務省の担当者も取材に対し、プレスリリースの内容が同一であることの方が少ない、外交上のやりとりであり要所をまとめている、双方の案文を見せ合う事もなく一致させる性質のものでもないと語った。
日本政府は「書簡は国際連合の見解ではなく、また我が国政府から説明を受けることなく作成され、内容には誤解に基づくと考えられる点も多い」とする答弁書を閣議決定した。安倍首相は「一方的なものではあるが、国際社会において正確に説明するために公開書簡の照会事項は追ってしっかりと説明する」と国会答弁の中で述べた。
ケナタッチ氏は2017年6月9日、日本弁護士連合会のシンポジウムにスカイプを通じて参加し、日本政府による、日本だけを対象にした懸念との批判について、「プライバシー権に関する国連特別報告者の役職は2015年7月にでき、私が初めての担当だった。今後、フランスや英国、ドイツ、米国に対しても、日本同様に観察していく」と述べた。また「政府が直接説明する機会を得られることもなく、公開書簡の形で一方的に発出された」との抗議については、「通常は政府に非公開の書簡を送って回答を待つなどのプロセスを経るが、今回の改正案については、既に国会で議論が始まった当時から（法案成立までの）タイムテーブルが明確に決まっており、通常のプロセスを経るには時間がないと判断した」と述べた。

#### 国連薬物犯罪事務所（UNODC）
- 国連薬物犯罪事務所（UNODC）のフェドートフ事務局長は、テロ等準備罪法案が衆議院を通過したことについて、日本政府によるTOC条約批准に向けた進歩を歓迎するとした声明を発表している[66]。
- 国連薬物犯罪事務所のデビッド・ダッジ広報官は、毎日新聞の取材に対し、改正組織犯罪処罰法の成立について、TOC条約加盟への大きな前進として歓迎すると述べ、犯罪組織から利益を得ているテロリスト対策などに条約加盟が有効であると強調したうえで、条約が、テロ対策に最も必要な分野の一つである国際的な情報共有と連携への道を開くと主張した。また、国連の「立法ガイド」を執筆したニコス・バッサス氏が「テロ防止は条約の目的に含まない」と述べているの対し、ダッジ氏は実態としてテロ対策への有効性があるとの認識を強調した[67]。

#### 日本の国政政党及び会派の見解
賛成
自由民主党、公明党、日本維新の会

反対
立憲民主党、日本共産党、社会民主党、自由党

#### 全国紙の見解
賛成・肯定的
読売新聞

反対・否定的
朝日新聞、毎日新聞

#### 地方紙の見解
賛成・肯定的
北國新聞、富山新聞

反対・否定的
北海道新聞、東奥日報、岩手日報、河北新報、茨城新聞、下野新聞、上毛新聞、神奈川新聞、新潟日報、福井新聞、山梨日日新聞、信濃毎日新聞、岐阜新聞、静岡新聞、中日新聞、東京新聞、京都新聞、神戸新聞、日本海新聞、山陰中央新報、中国新聞、徳島新聞、愛媛新聞、高知新聞、西日本新聞、佐賀新聞、長崎新聞、熊本日日新聞、大分合同新聞、宮崎日日新聞、南日本新聞、琉球新報、沖縄タイムス

#### 機関紙、準機関紙の見解
賛成・肯定的
世界日報

反対・否定的
しんぶん赤旗

#### 各種団体・組織の見解
賛成
有志弁護士グループ

反対
国際ペンクラブ、日本弁護士連合会、青年法律家協会、自由法曹団、社会文化法律センター、日本国際法律家協会、日本民主法律家協会、日本労働弁護団、アムネスティ・インターナショナル日本支部、自由人権協会、日本ペンクラブ、日本ジャーナリスト会議、日本マスコミ文化情報労組会議、日本出版者協議会、日本新聞労働組合連合、全国労働組合総連合（全労連）、憲法行脚の会、共謀罪に反対する表現者たちの会、盗聴法（組織的犯罪対策法）に反対する市民連絡会、東本願寺、日本劇作家協会、日本雑誌協会、日本書籍出版協会、東京YWCA、国際協力NGOセンター（JANIC）、安全保障関連法に反対する学者の会、日本国際ボランティアセンター、カトリック正義と平和協議会、日本消費者連盟、日本山妙法寺、立憲デモクラシーの会、全国57の自治体。

#### 個人の見解
賛成
櫻井よしこ（ジャーナリスト）、椎橋隆幸（刑事法学者、中央大学元副学長）、安部川元伸（公安調査庁元東北公安調査局長）、井田良（刑法学者、中央大学教授）、小澤俊朗（元在ウィーン国際機関日本政府代表部特命全権大使）、國松孝次（元警察庁長官）、ケント・ギルバート（カリフォルニア州弁護士）、萱野稔人（哲学者、津田塾大学教授）、小野日子（東京オリンピック・パラリンピック競技大会組織委員会スポークスパーソン）

消極的賛成
加藤久雄（刑事法学者、慶應義塾大学元教授）、フィフィ（タレント）

慎重な運用が必要
パトリック・ハーラン（タレント）

必要だが、修正不可欠として反対
早川忠孝（元法務大臣政務官）

反対
村井敏邦（刑事法学者、一橋大学名誉教授、日本刑法学会元理事長）、樋口陽一（憲法学者、東京大学名誉教授、元日本公法学会理事長）、山口二郎（政治学者、法政大学教授）、愛敬浩二（憲法学者、名古屋大学教授）、青井未帆（憲法学者、学習院大学教授）、蟻川恒正（憲法学者、元東京大学教授）、石川健治（憲法学者、東京大学教授）、稲正樹（憲法学者、国際基督教大学教授）、小林節（憲法学者、慶應義塾大学名誉教授）、阪口正二郎（憲法学者、一橋大学教授）、高見勝利（上智大学名誉教授）、谷口真由美（憲法学者、大阪国際大学准教授）、中島徹（憲法学者、早稲田大学教授）、水島朝穂（憲法学者、早稲田大学教授）、最上敏樹（国際法学者、早稲田大学教授）、石田憲（政治学者、千葉大学教授）、伊勢崎賢治（平和学者、東京外国語大学教授）、宇野重規（政治学者、東京大学教授）、遠藤乾（政治学者、北海道大学教授）、町村泰貴(民法学者、北海道大学教授)、遠藤誠治（国際政治学者、成蹊大学教授）、三浦瑠麗（国際政治学者、元東京大学講師）岡野八代（政治学者、同志社大学教授）、五野井郁夫（政治学者、高千穂大学教授）、齋藤純一（政治学者、早稲田大学教授）、酒井啓子（政治学者、千葉大学教授）、白井聡（政治学者、京都精華大学専任講師）、杉田敦（政治学者、法政大学教授）、中北浩爾（政治学者、一橋大学教授）、長谷部恭男（憲法学者、東京大学名誉教授）、高山佳奈子（刑法学者、京都大学教授）、葛野尋之（刑法学者、一橋大学教授）、田淵浩二（刑事訴訟法学者、九州大学教授）、本庄武（刑事法学者、一橋大学教授）、松宮孝明（刑法学者、立命館大学教授）、三島聡（刑法学者、大阪市立大学教授）、水谷規男（刑事法学者、大阪大学教授）、斉藤豊治（刑事法学者、東北大学元教授）、浅田和茂（刑法学者、大阪市立大学名誉教授）、海渡雄一（弁護士、日本弁護士連合会前事務総長）、守屋克彦（元仙台高等裁判所秋田支部長）、荒川雅行（刑事法学者、関西学院大学教授）、川崎英明（刑事法学者、関西学院大学教授）、白取祐司（刑事訴訟法学者、北海道大学名誉教授）、前田朗（刑事法学者、東京造形大学教授）、荒木伸怡（刑事法学者、立教大学名誉教授）、生田勝義（刑事法学者、立命館大学名誉教授）、上田寛（刑法学者、立命館大教授）、上野達彦（刑事法学者、三重大学名誉教授）、小田中聰樹（刑事訴訟法学者、東北大学名誉教授）、金尚均（刑事法学者、龍谷大学教授）、後藤昭（一橋大学名誉教授）、酒井安行（刑事法学者、青山学院大学教授）、島岡まな（刑法学者、大阪大学教授）、平川宗信（刑法学者、名古屋大学名誉教授）、森本益之（刑事法学者、大阪大学名誉教授）、光藤景皎（刑事訴訟法学者、大阪市立大学教授）、前野育三（刑事法学者、関西学院大学名誉教授）、岡本勝（刑法学者、東北大学名誉教授）、木村草太（憲法学者、首都大学東京教授）、原田宏二（北海道警察元釧路方面本部長）、山中真人（ベーカー&マッケンジーパートナー弁護士）、上柳敏郎（弁護士、東京大学元客員教授）、亀石倫子（弁護士）、小林よしのり（漫画家）、佐野元春（ミュージシャン）、ケラリーノ・サンドロヴィッチ（劇作家）、松尾貴史（タレント）、高村薫（小説家）、田原総一朗（ジャーナリスト）、鳥越俊太郎（ジャーナリスト）、田勢康弘（ジャーナリスト、元早稲田大学教授）、津田大介（ジャーナリスト、早稲田大学教授）、大谷昭宏（ジャーナリスト）、金平茂紀（ジャーナリスト、元TBS取締役）、岸井成格（ジャーナリスト、毎日新聞特別編集委員）

法案成立過程に対し懐疑的
茂木健一郎（ソニーコンピュータサイエンス研究所上級研究員）

### 審議の経過
- 2003年3月11日、第156回国会（常会）に小泉内閣から「犯罪の国際化及び組織化に対処するための刑法等の一部を改正する法律案」が提出される[128]。その後継続審議。
- 2003年10月10日 衆議院解散、第157回国会（臨時会）閉会により廃案となった[129]。
- 2004年2月20日、第159回国会（常会）に小泉内閣から「犯罪の国際化及び組織化並びに情報処理の高度化に対処するための刑法等の一部を改正する法律案」が提出される[130]。その後継続審議。
- 2005年8月8日、第162回国会（常会）における衆議院解散により廃案。
- 2005年10月4日、第163回国会（特別会）に小泉内閣から「犯罪の国際化及び組織化並びに情報処理の高度化に対処するための刑法等の一部を改正する法律案」が再度提出される[131]。継続審議。
- 2006年4月21日、第164回国会（常会）法務委員会での審議入り。同日、与党修正案提出。
- 2006年4月27日、民主党修正案提出。
- 2006年5月19日、与党再修正案提出（4月21日修正案は撤回）。
- 2006年6月1日、与党、民主党修正案の受け入れを発表。一方、法務大臣が民主党修正案では条約批准が不可能であるとし、さらに与党の委員会理事から次期国会での改正を前提とした受け入れであることが示唆された。
- 2006年6月2日、民主党は次期国会で改正される可能性があるとして、この日の委員会での採決を拒否。与野党間での協議は決裂し、与党は第164回国会での法案成立を断念した。
- 2006年6月16日、与党は法務委員会で法案を継続審議とすることを議決した。その後、与党第三次修正案（正式な議案とはなっていない）について議事録に添付することを議決した。法的には全ての修正案は廃案に。
- しかし、2007年1月19日安倍晋三首相は首相官邸で長勢甚遠法相と外務省の谷内正太郎事務次官と会談し共謀罪創設を柱とする組織犯罪処罰法改正案について、25日召集の通常国会(第166回国会)で成立を目指すよう指示したが、第166回国会、第167回国会とも審議に入らないまま継続審議となる。
- 2007年2月、安倍首相の指示により、自由民主党法務部会の「条約刑法検討に関する小委員会」（笹川尭委員長）は、共謀罪を「テロ等謀議罪」に名称を改め、対象犯罪を600以上から128〜162まで減らす「修正案要綱骨子」を決定[8][9][10]。
- 2009年7月21日衆議院解散、第171回通常国会閉幕により廃案となった。
- 野田内閣になった2012年1月3日に政府が5月末までに共謀罪を創設する方針を国際機関に伝達したと、産経新聞で報じられた[132]。
- 2017年3月21日、第193回国会（常会）に安倍内閣より「組織的な犯罪の処罰及び犯罪収益の規制等に関する法律等の一部を改正する法律案」が提出される[2][3][133]。
- 2017年5月19日 - 共謀罪の構成要件を改め「テロ等準備罪」を創設することを柱とする組織犯罪処罰法改正案が衆議院法務委員会で自民、公明の与党と日本維新の会の賛成多数で可決された[134]。
- 2017年5月23日 - テロ等準備罪を創設する組織的犯罪処罰法改正案が衆院本会議で採決され、自民、公明両党と日本維新の会などの賛成多数で可決された[135]。
- 2017年6月15日 - 参議院本会議にて、会期延長によらず法案成立を目指した与党は法務委員会の採決を省略する「中間報告」を行う動議を提出、これに対し野党は内閣不信任決議案を提出して徹底抗戦したが否決された[136]。１５日未明の衆院本会議「組織的な犯罪の処罰及び犯罪収益の規制等に関する法律等の一部を改正する法律案」（共謀罪の構成要件を改め「テロ等準備罪」を創設する改正組織犯罪処罰法）が自民・公明両党と日本維新の会などの賛成多数で可決、成立した[137][138]。委員会採決を省略できる中間報告に対して「強権姿勢のあらわれ」、「与党が中間報告を用いるのは極めて異例」などと批判する野党やメディアもあり[139][140]、自民党内からも苦言を呈する議員も見られる[141]。
- 2017年7月11日 - テロ等準備罪を新設する改正組織犯罪処罰法が施行された[142]。同日日本政府は施行を受けて、国際的な組織犯罪の防止に関する国際連合条約（TOC条約）受諾を閣議決定[143]。国際連合本部での手続き等を経て8月10日に発効させる[143]。また、金田勝年法相により全検察庁に対し大臣訓令が出され、共謀罪が適用される全事件の受理から判決確定に至る各過程において法相への報告義務が定められた[144][145]。

## 海外の共謀罪の成立要件

### マルタ共和国
マルタ共和国刑法（Criminal Code, Chapter 9 of the Laws of Malta）第48A条においては、次のような規定がある。
- （1）マルタ共和国で報道法に定める罪でない、マルタ共和国において懲役刑に処せられる何らかの罪を犯すことを目的として、マルタ共和国内又は国外にいる１名以上の者と共謀するマルタ共和国にいる者は、当該の罪を犯すことの共謀の罪で有罪となる。
- （2）第（1）項に言及されている共謀は、そのような者の間で何らかの形態の行為が少しでも計画され、又は合意された時点から存続しているものとする。
- （3）本条に基づく共謀の罪が発覚した者は、共謀既遂の罪として、2〜3等級減軽された刑罰を受けるものとする。
- （4）第（3）項の目的のために、共謀既遂の罪に対する刑罰の決定に際して、その罪を加重する何らかの状況があれば考慮するものとする。

### OECD加盟国
2017年4月の時点でOECD加盟国35ヵ国で共謀罪を採用しているのが7カ国、参加罪を採用が13カ国、両方を併用する国が14カ国、どちらも採用が無い国は日本が唯一である、と宮家邦彦は主張している。なお、欧州評議会加盟国の国民は権利の侵害を受けた場合、欧州人権裁判所に直接申立てることができ、裁判所の下す判決は、申立ての相手方となった国に対する拘束力を有している。また、国際人権規約の個人通報制度に関する選択議定書を批准している国の国民は、条約上規定された人権が当該国の国内救済手続きによって十分に保障されなかった場合、規約人権委員会に「通報」して審査を求めることができる。OECD加盟国のうちいずれの制度も利用できない国は日本、アメリカ及びイスラエルである（2017年6月現在）。
日本政府は、捜査情報の共有などをする「国際組織犯罪防止条約」の締結のためには(1)重大な犯罪への合意罪（共謀罪）・(2)組織的な犯罪集団への参加罪のどちらかの法整備が必要となるとしている。経済協力開発機構（OECD）加盟35カ国のうち30カ国は条約締約の前提となる共謀罪や参加罪などを国際条約の成立以前から持っていた。OECD加盟国で国際条約の成立前から共謀罪を持っているオーストリア、カナダ、ニュージーランドは条約締結の際に参加罪も新設した。OECDの中で共謀罪も参加罪も無かったノルウェー、OECD外で同様に両方無かったブルガリアは共謀罪の方を新設した。

#### ノルウェー
ノルウェーは2003年に条約加入前に国会(ストーティング)において「経済テロ」対策のためとして、共謀罪を新設して国際組織犯罪防止条約を締結した。2003年に条約への加盟のために新設した法律では複数犯での計画段階のみが構成要件だった。しかし、2011年の単独犯に77人が殺害された連続テロ事件を受けて、計画段階の単独行動の犯人でも取り締まれるようにする改正案が2012年7月に提出、同年11月まで審議され、2013年6月に国会で改正法案が可決された。2013年の改正も同様に反対する抗議活動が国民からほとんど起きなかったため、反対者はスカンジナヴィア諸国の国民は政府をあまりにも信頼しすぎていると述べている。ノルウェー国家公安警察の広報担当者は、ノルウェーでは警察捜査の前に裁判所、後に委員会という第三者機関による審査があり、たとえば警察が盗聴を行う場合、まず事前に許可を得て盗聴の実行後、国会によって構成されたEOS委員会という監視機関によって運用が正しかったかどうか審査されるため、警察が単独では無差別に誰にでも行えないようになっており、テロ対策法に対し大きな批判が起こらなかった理由には、このような捜査方法が関係しているかもしれないと述べた。さらに、このような他機関による外部監視は他の欧州の国でも採用されていると説明している。一方、改正前の2010年にも首都オスロにある大使館の爆破計画をしていた男性が事前に逮捕されている。一方で、ノルウェー情報保護局(Datatilsynet)局長のビョーン・エイリック・トン（Bjorn Erik Thon)氏は、ノルウェーの共謀罪のリスクに関して、冷却効果と呼ばれる、大多数と異なる政治的意見や性的嗜好をもっている時などに、監視されることを人々が恐れてコミュニケーションを避けるようになる現象が起きる可能性もあることを懸念すべきだと述べた。

#### イギリス
日本の法務省によれば成立要件は下記のとおりである。

- 1977年刑事法第1条及び第3条
  - ある者が、他の者と犯罪行為を遂行することにつき合意したとき

イギリスは古くからコモンローにおいて共謀罪を犯罪の構成要件にしてきた。1977年には更に刑法として共謀罪を詐欺的行為、又は公共道徳の腐敗もしくは社会風俗の破壊の共謀も対象とする明確な制定している。刑法で共謀罪を構成要件としている国なので、国で犯罪行為とされていることは共謀の段階で法律上は取り締まれる。2002年にはデビッド・ベッカムの妻であるヴィクトリア・ベッカムと二人の息子を誘拐し、500万ポンド(1ポンドを約139円として約7億500万円)の身代金をデビット・ベッカムに要求する計画をしていた犯人らをallegations of conspiracy to kidnap and theftとして誘拐と窃盗の共謀の罪で逮捕することでイギリス警察は事件を未然に防いでいる。
米独仏では下記の成立要件であると日本の法務省は主張している。

#### アメリカ
- 連邦法 (federal law) 第18編第371条
  - 二人以上の者が、何らかの犯罪を犯すこと等を共謀し、そのうちの一人以上の者が、共謀の目的を果たすために何らかの行為を行ったとき[157]

#### ドイツ
- 刑法第129条:犯罪団体の結成の罪
  - 犯罪行為の遂行を目的・活動とする団体を設立した者、このような団体に構成員として関与した者、その構成員・支援者を募り又はこれを支援した者[157]

#### フランス
- 刑法第450- 1 条: 凶徒の結社罪
  - 重罪等の準備のために結成された集団、又はなされた謀議に参加したとき[157]